# Alfred Kaçinari
Alfred Kaçinari, född 19 november 1959 i Tirana i Albanien, är en albansk musiker, kompositör och dirigent.
Kaçinari föddes i Tirana 1959. Han studerade vid gymnasiet Qemal Stafa i Tirana innan han fortsatte sina studier vid Akademinë e Arteve të Bukuras musikfakultet. 1993 började han arbeta vid Radio Televizioni Publik Shqiptar där han har haft flera olika roller. Han har varit musikredaktör, programdirektör för Radio Tirana, ledare för RTSH-orkestern samt artistisk direktör för Festivali i Këngës.
1999 komponerade han låten "Vetëm një fjalë" som Elsa Lila vann Kënga Magjike 1999 med. Året därpå komponerade Kaçinari låten "Ante i tokës sime" tillsammans med Ardit Gjebrea och med text av Rovena Dilo. Med låten ställde Dilo upp i Festivali i Këngës, och vann tävlingen. 2008 skrev och komponerade Kaçinari låten "Orët e fundit" ("Do të urrej") som Adelina Thaçi ställde upp i Festivali i Këngës 47 med. I finalen fick Thaçi 91 poäng och slutade 8:a i tävlingen. 2009 både skrev och komponerade han låten "Mendohu dhe njëherë" som Nazmije Selimi deltog i Festivali i Këngës 48 med. 2012 kommenterade han Eurovision Song Contest 2012 för albansk TV tillsammans med Andri Xhahu. 2013 var han musikproducent vid Festivali i Këngës 52.
2011 tilldelades han av Albaniens president orden Naim Frashëri i Artë för sina insatser inom albansk musik.